# Deutschlands Meisterkoch
Deutschlands Meisterkoch war eine deutsche Kochsendung des Senders Sat.1 im Reality-TV-Genre. Die Sendung wurde von Tim Raue, Thomas Jaumann und Nelson Müller moderiert und basiert auf dem britischen Format MasterChef. Bei der Sendung traten zwölf Kandidaten im Wettkochen gegeneinander an. Die Siegerin hieß Jessica Dilworth und erhielt 100.000 Euro.
Die Sendung wurde auf Sat.1 von August bis Oktober 2010 ausgestrahlt. Die ersten drei Folgen der Casting-Sendung liefen am Freitagabend. Mangels zufriedenstellender Zuschauerzahlen wurde die Sendung dann auf den Samstagvorabend gelegt und gekürzt.